# クライマックス (物語)

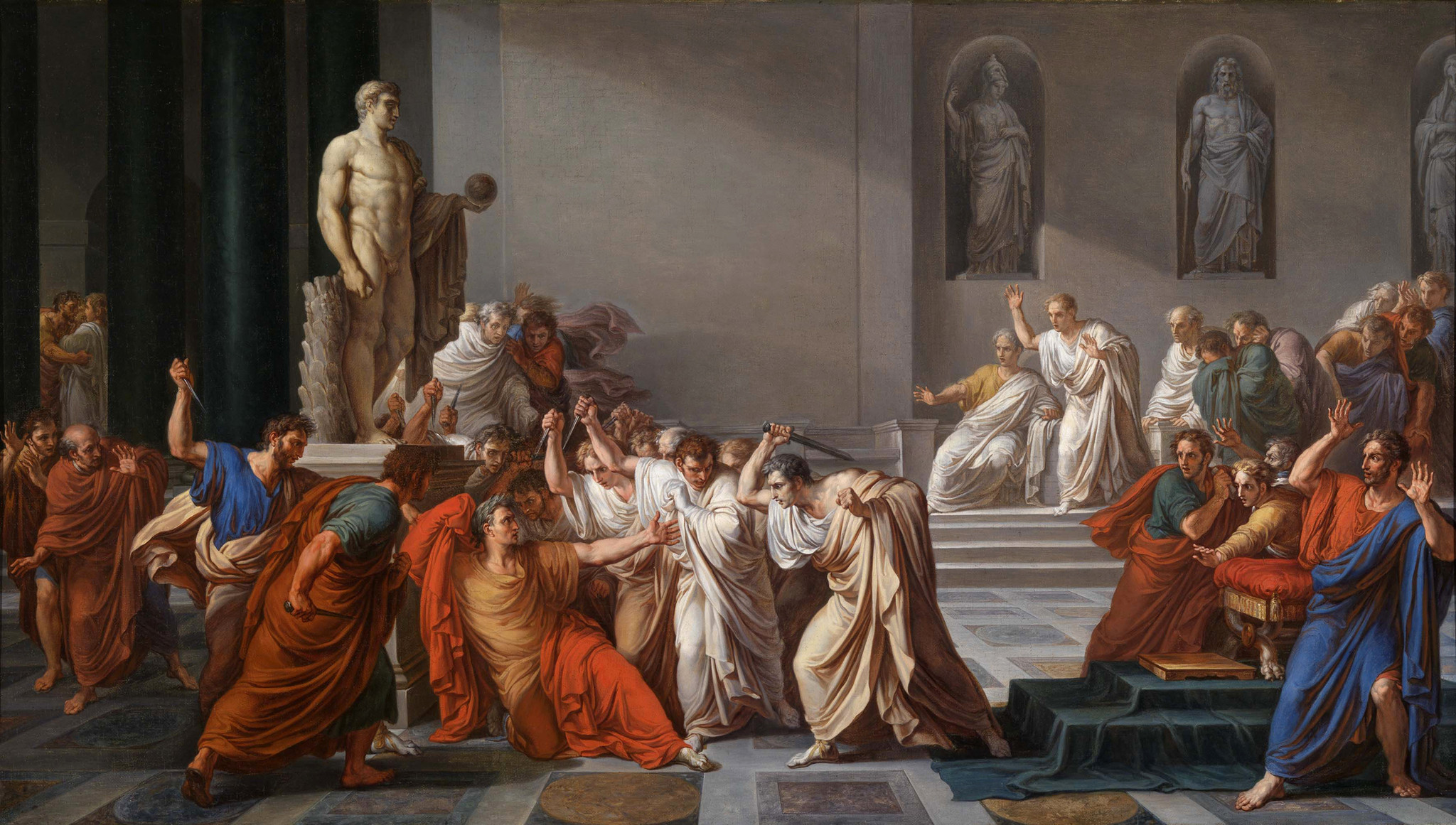
シェイクスピアの戯曲『ジュリアス・シーザー』のクライマックスであるシーザーの死

物語作品におけるクライマックス（ギリシャ語で「階段」や「梯子」を意味するκλῖμαξから）やターニングポイントは、その作品において最高の緊張やドラマを感じるポイントであり、解決策が与えられるアクションが始まる時でもある 。物語のクライマックスは文学的要素のひとつである。

## 例
ジョークのオチは、フィクションのクライマックスに例えられるが、フォーリングアクション（クライマックスの後かつ大団円の前に起こる出来事）の部分がないことが本質的な違いであり、これはドラマの性質とは異なり、ユーモアの性質を反映している可能性がある。
ノンフィクションの物語のジャンルでは、作者がフィクション作品のように行動や「プロット」を自由にコントロールすることはできないが、題材の選択、ディテールの程度、強調点などにより、同様の構造、つまり脚色としてドラマ化を構築することができる。
ギリシャの劇作家エウリピデスの戯曲『ヒッポリュトス』では、王妃パイドラーがヒッポリュトスを愛しているがゆえに彼が彼女に対して酷い対応をするということを聞いて、クライマックスを迎える。それは、アフロディーテーの呪いが遂に成就した瞬間であり、劇のターニングポイントでもある。

## アンチクライマックス
アンチクライマックスとは、プロットの中で、解決が難しいと思われることが、些細なことで解決してしまう状況のことである。例えば、厳重に警備された施設を破壊するには、クライマックスでは高度な技術、チームワーク、武器が必要だが、アンチクライマックスでは、「緊急自爆」という赤いボタンを押すか、単に退去通知に記入して建物を破壊するだけでよい。また、例えば、『宇宙戦争』のエンディングでは、地球外生命体による地球征服の混乱の中で、風邪のウイルスという最も意外な生物によってエイリアンが倒される。他の例としては、乗り越えられない困難に直面した主人公が、ターニングポイントとなるような出来事があったにもかかわらず、最終的に目的を達成できずに殺されてしまうというものもある。
デウス・エクス・マキナとは、アンチクライマックスの一種であり、目に見えない全く関係のない外部からの影響が物語に介入し、中心となる問題を解決するものである。